# روجر هايت
روجر هايت (بالإنجليزية: Roger Haight) هو عالم عقيدة أمريكي، ولد في 1936 في الولايات المتحدة.